# Stanisław Stankiewicz (podpułkownik)
Stanisław Stankiewicz (ur. 5 kwietnia 1896 w Wierciochach, zm. 17 września 1953 w Newton Abbot) – podpułkownik piechoty Wojska Polskiego, działacz niepodległościowy, kawaler Orderu Virtuti Militari.

## Życiorys
Urodził się 5 kwietnia 1896 we wsi Wierciochy, w ówczesnym powiecie sulwalskim guberni suwalskiej, w rodzinie Józefa i Franciszki z Szyłaków. Uczęszczał do szkoły miejskiej w Raczkach. W 1915 ukończył naukę w Seminarium Nauczycielskim w Wejwerach.
17 sierpnia 1915 został powołany do armii rosyjskiej. Służył jako szeregowiec w batalionie zapasowym i na froncie rosyjsko-niemieckim. Od 1 października 1916 do 15 lutego 1917 uczył się w szkole oficerskiej w Kijowie. Po ukończeniu szkoły został mianowany chorążym i przydzielony do 34 pułku zapasowego, a później przeniesiony na front do 75 pułku piechoty, w którym dowodził plutonem.
11 maja 1918 został ranny w bitwie pod Kaniowem. Dostał się do niemieckiej niewoli, w której przebywał do 12 listopada 1918.
6 kwietnia 1920 został kontuzjowany w bitwie pod Nachowem na Polesiu.
W 1922 zdał egzamin maturalny w gimnazjum matematyczno-przyrodniczym w Wilnie. 18 lutego 1928 prezydent RP nadał mu z dniem 1 stycznia 1928 stopień majora w korpusie oficerów piechoty i 199. lokatą. W kwietniu tego roku został wyznaczony na stanowisko dowódcy II batalionu. Wiosną 1932 został przeniesiony z macierzystego pułku do Korpusu Ochrony Pogranicza. Od 21 marca 1932 do 10 czerwca 1933 dowodził Batalionem KOP „Ludwikowo”. Latem 1933 został przeniesiony do 52 pułku piechoty w Złoczowie na stanowisko dowódcy batalionu. Na stopień podpułkownika został awansowany ze starszeństwem z 1 stycznia 1936 i 37. lokatą w korpusie oficerów piechoty. Później został przeniesiony do 35 pułku piechoty na stanowisko I zastępcy dowódcy pułku.
W kampanii wrześniowej 1939 dowodził rezerwowym 95 pułkiem piechoty. Zmarł 17 września 1953 w Newton Abbot.
Był żonaty, miał córkę Irenę Halinę (ur. 19 czerwca 1926).

## Ordery i odznaczenia
- Krzyż Srebrny Orderu Wojskowego Virtuti Militari nr 1359[2][21] – 28 lutego 1921[22]
- Krzyż Niepodległości – 20 lipca 1932 „za pracę w dziele odzyskania niepodległości”[23][24][3][25]
- Krzyż Walecznych czterokrotnie[8][17]
- Złoty Krzyż Zasługi[8][26]
- Medal Pamiątkowy za Wojnę 1918–1921[8]
- Medal Dziesięciolecia Odzyskanej Niepodległości[8]
- Medal Zwycięstwa[8]
- Odznaka za Rany i Kontuzje z dwiema gwiazdkami[27]